# Agrilus lisu
Agrilus lisu (лат.) — вид узкотелых жуков-златок. Название давно в честь народности Лису (Lisu), проживающей в горных районах Мьянмы, на юго-западе Китая, в Таиланде и в штате Arunachal Pradesh Индии.

## Распространение
Китай (Sichuan).

## Описание
Длина тела взрослых насекомых (имаго) 4,6 — 5,5 мм. Отличаются следующими признаками: голова выпуклая, глаза выступающие; переднеспинка сильно выпуклая, наиболее широкая у середины длины; предплечья развиты; основная окраска голубовато-зелёная. Переднегрудь с воротничком. Боковой край переднеспинки цельный, гладкий. Глаза крупные, почти соприкасаются с переднеспинкой. Личинки развиваются, предположительно, на различных лиственных деревьях. Встречаются в июне июле на высотах 1000—1300 м. Вид был впервые описан в 2011 году в ходе ревизии, проведённой канадскими колеоптерологами Эдвардом Йендеком (Eduard Jendek) и Василием Гребенниковым (Оттава, Канада).